# Jon Batiste
Jonathan Michael Batiste (Metairie, Luisiana; 11 de noviembre de 1986)  es un cantante, compositor, músico, director de orquesta y personalidad televisiva estadounidense.

## Primeros años
Jon Batiste nació en Metairie (Luisiana) en una familia católica y creció en Kenner (Luisiana). Batiste es miembro de una dinastía musical de Nueva Orleans, la familia Batiste, que incluye a Lionel Batiste de Treme Brass Band, Milton Batiste de Olympia Brass Band y Russell Batiste Jr. A la edad de 8 años tocaba percusión y batería con la banda de su familia, la Banda de los Hermanos Batiste. A la edad de 11 años, cambió al piano por sugerencia de su madre. Batiste desarrolló sus habilidades de piano tomando lecciones de música clásica y transcribiendo canciones de videojuegos como Street Fighter Alpha, Final Fantasy VII y Sonic the Hedgehog.
A los 17 años lanzó su álbum debut Times en Nueva Orleans. Asistió a St. Augustine High School y al Centro de Artes Creativas de Nueva Orleans con Trombone Shorty y se graduó en 2004. Luego asistió a la Juilliard School donde obtuvo una Licenciatura en Música y una Maestría en Música en estudios de jazz en 2008 y 2011. Mientras estaba en Juilliard, lanzó su segundo álbum, Live in New York: At the Rubin Museum of Art. A fines de 2006, Batiste había sido un artista destacado en Sudáfrica, Londres, Lisboa, España, París y Estados Unidos.

## Carrera profesional
En 2007, Batiste hizo su debut en el Concertgebouw de Ámsterdam a la edad de 20 años, produciendo e interpretando su propio espectáculo. Dirigió clínicas de música, clases y talleres en los Países Bajos en escuelas del centro de la ciudad y barrios desfavorecidos. Fue invitado al Carnegie Hall para producir y actuar en su propio espectáculo con seis jóvenes músicos de los Países Bajos. La actuación concluyó con un final que compuso para coro, combo de jazz e instrumentos orquestales. En los años siguientes, Batiste lanzó una serie de proyectos musicales, incluidos Social Music (2013), que pasó más de un mes en la cima de las listas de jazz de Billboard e iTunes; El EP Late Show (2016) con Stay Human; y un álbum navideño Christmas con Jon Batiste (2016). En 2017, lanzó los sencillos "Ohio" con Leon Bridges y Gary Clark Jr, así como "Battle Hymn of the Republic" para The Atlantic. La versión de Batiste de "St. James Infirmary Blues" fue nominada a un Grammy en 2019, en la categoría de Mejor interpretación de raíces estadounidenses. El álbum debut en solitario de Batiste, Hollywood Africans fue lanzado por Verve Records en septiembre de 2018. "Don't Stop" fue el sencillo principal. Antes del lanzamiento del álbum, completó una gira de festivales de verano por los EE. UU. con The Dap-Kings.
Las actuaciones notables de la carrera de Batiste incluyen un tributo a Chuck Berry y Fats Domino durante la 60.ª entrega anual de los premios Grammy (actuando junto a Gary Clark Jr. ); el homenaje de los Kennedy Center Honors a Carmen De Lavallade; el Concierto por la Paz y la Justicia en Montgomery, Alabama; el Himno Nacional en el All Star Game de la NBA de 2017; y Noche de Apertura del US Open 2017. Ha comisariado el Global Citizen Advocacy Concert con Tom Morello y el Louis Armstrong Wonderful World Festival en Queens, NY.
Batiste participó en la serie de televisión de HBO Treme, apareciendo como él mismo en las temporadas 2, 3 y 4. También interpretó a TK Hazelton en la película Red Hook Summer  del director Spike Lee y compuso e interpretó la música de órgano Hammond B-3. eso era parte de la partitura de la película. Otras bandas sonoras compuestas por Batiste incluyen el documental televisivo Duke 91 & 92: Back to Back y el cortometraje Melody of Choice. También aparece en las películas Da Sweet Blood of Jesus de Spike Lee y Thrive de Paul Szynol.

### Stay human
En 2005, Batiste comenzó a actuar regularmente en Nueva York con sus compañeros de Juilliard, el bajista Phil Kuehn y el baterista Joe Saylor. Más tarde agregó a Eddie Barbash en saxofón alto e Ibanda Ruhumbika en tuba. Batiste nombró a la banda Stay Human, que toma su apodo de la creencia de que la interacción humana durante una actuación musical en vivo puede elevar a la humanidad en medio de la naturaleza de "enchufar, desconectar" de la sociedad moderna. La banda dirige actuaciones callejeras improvisadas, que Batiste llama "motines de amor".  A menudo se veía a artistas notables acompañando a Batiste, incluido Wynton Marsalis. 
En 2011, Stay Human lanzó el álbum MY NY, que fue grabado en su totalidad en los trenes del metro de la ciudad de Nueva York, una idea que se le ocurrió a Batiste luego de cuestionarse cómo conectar con la gente. 
El 22 de abril de 2017, la banda tocó para el mitin March for Science en el Monumento a Washington en Washington D. C.
En 2014, Batiste y Stay Human aparecieron en The Colbert Report para interpretar el sencillo del grupo "Express Yourself", escrito y producido con Austin Bis